# Vojislav Đokić
Vojislav Đokić, bosansko-hercegovski general, * 23. marec 1893, † 19. maj 1943.

## Življenjepis
Leta 1913 je diplomiral na Terezijanski vojaški akademiji in se na strani Avstro-Ogrske udeležil prve svetovne vojne. 
Med letoma 1919 in 1932 je bil častnik v Jugoslovanski vojski. Zaradi revolucionarnega delovanja ga je vojaško sodišče leta 1932 obsodilo na 15 let zaporne kazni; izpuščen je bil leta 1940. 
Leta 1941 je vstopil v NOVJ in sicer v Kalinovški odred. Naslednje leto je postal član Vrhovnega štaba NOVJ in novembra istega leta načelnik štaba 7. divizije. 10. maja 1943 je bil težko ranjen med letalskim bombandiranjem in nekaj dni kasneje je umrl zaradi ran.